# Programme Voyager Mars

Le Programme Voyager Mars est un programme spatial de la NASA resté à l'état de projet qui prévoyait le lancement d'une série de sondes spatiales à destination de la planète Mars. Ce programme avait été conçu entre 1966 et 1968 dans le cadre du programme Apollo Applications Program (AAP) : le lancement de ces sondes était devait avoir lieu vers 1974-75. Les sondes devaient constituer des précurseurs pour une mission habitée vers Mars avec l'atterrissage d'un équipage planifié dans les années 1980.

## Historique
À l'origine, la NASA avait proposé un engin effectuant un atterrissage sans mise en orbite préalable et basé sur une variante du module de commande Apollo ; la sonde spatiale devait être lancée par une fusée Saturn IB dotée d'un étage supérieur Centaur. En 1965, la sonde Mariner 4 découvrit que Mars ne disposait que d'une atmosphère ténue ce qui entraina une modification de la mission qui comprenait désormais un orbiteur et un atterrisseur. Le lancement des deux sondes nécessitait l'utilisation d'une fusée Saturn V. L'orbiteur devait être une sonde Mariner modifiée analogue à Mariner 8 et Mariner 9. Les atterrisseurs devaient être extrapolés des sondes Surveyor modifiées par l'ajout de boucliers et d'un système d'atterrissage combinant parachute et rétrofusée.
Le budget alloué au projet, comme à l'ensemble du programme AAP, fut divisé par deux en 1968 puis le programme fut annulé en 1971, car le lancement de deux sondes sur une seule fusée était jugé à la fois risqué et coûteux.

## Programme Viking
Malgré l'annulation, les objectifs du programme Voyager Mars furent repris par le programme Viking au milieu des années 1970. Ce programme était moins coûteux que le programme Voyager Mars : il réutilisait la conception des Mariner 8 et 9 pour l'orbiteur avec un atterrisseur de la taille d’une automobile équipé d’un laboratoire de microbiologie relativement coûteux. Les sondes Viking 1 et Viking 2 ont été lancées séparément vers Mars par des fusées Titan 34-D/Centaur en 1975 et ont atteint Mars en 1976.
Finalement, l'appellation « Voyager » fut reprise pour les sondes Mariner 11 et Mariner 12 lancées vers les planètes extérieures : Voyager 2 (Mariner 12) fut chargée d'accomplir un des projets post-Apollo les plus ambitieux : le « Grand Tour ».